# Oreneta sud-africana
L'oreneta sud-africana (Petrochelidon spilodera) és una espècie d'ocell de la família dels hirundínids (Hirundinidae). Es troba a la República Democràtica del Congo, Botswana, Namibia, Sud-àfrica, Zimbàbue. Els seus hàbitats principals són la sabana seca, els herbassars i matollars secs tropicals i subtropicals, els jardins rurals, les àrees urbanes i les zones aquàtiques excavades. El seu estat de conservació es considera de risc mínim.